# Myodocopina
Myodocopina is een onderorde van kreeftachtigen uit de klasse van de Ostracoda (mosselkreeftjes).

## Superfamilies
- Cylindroleberidoidea Müller, 1906
- Cypridinoidea Baird, 1850
- Entomozoidea Pribyl, 1951 †
- Nymphatelinoidea Siveter, Siveter, Sutton & Briggs, 2007 †
- Sarsielloidea Brady & Norman, 1896